# 影子的士
影子的士，是香港地區使用虛假文件作營運的計程車。

## 經營手法
不法份子會先偷取所需車輛，以及偷取另一輛的士的行車證，用作套在偷來的車子上，他們為了減低被揭發的機會，多會在別處經營，以香港為例，不法份子會把偷來的紅色市區的士的塗裝改為新界區使用的綠色的士。
在香港，計程車服務供過於求，且車租及經營牌照費用昂貴，因此有人便想出「影子的士」這個無本生利的方法，以達致省回車租、交通罰款、牌照費等目的。每當「影子的士」司機因違反交通規則而被票控時，其罰款需由車牌所屬的真正車主承擔。香港的士業界人士指出，「影子的士」在多年前便已出現，又估計全港共有數百部「影子的士」行走，並不時會為傳媒所報導。
業界人士又建議，如果的士車主的車輛被盜，應立即報案及把牌照註銷，以防其車輛牌照被用在這些「影子的士」上。

### 相關法例
根據《香港法例》，利用盜取得到的「影子的士」營業，可被控至少以下三條罪名：
1. 盜竊罪
2. 行使偽造文件（Fraudery）
3. 無有效第三保險行車

## 相關網站
- 狹路相逢暗中跟蹤報警 醒目司機破影子的士 (蘋果日報)